# Jacek Rajchel

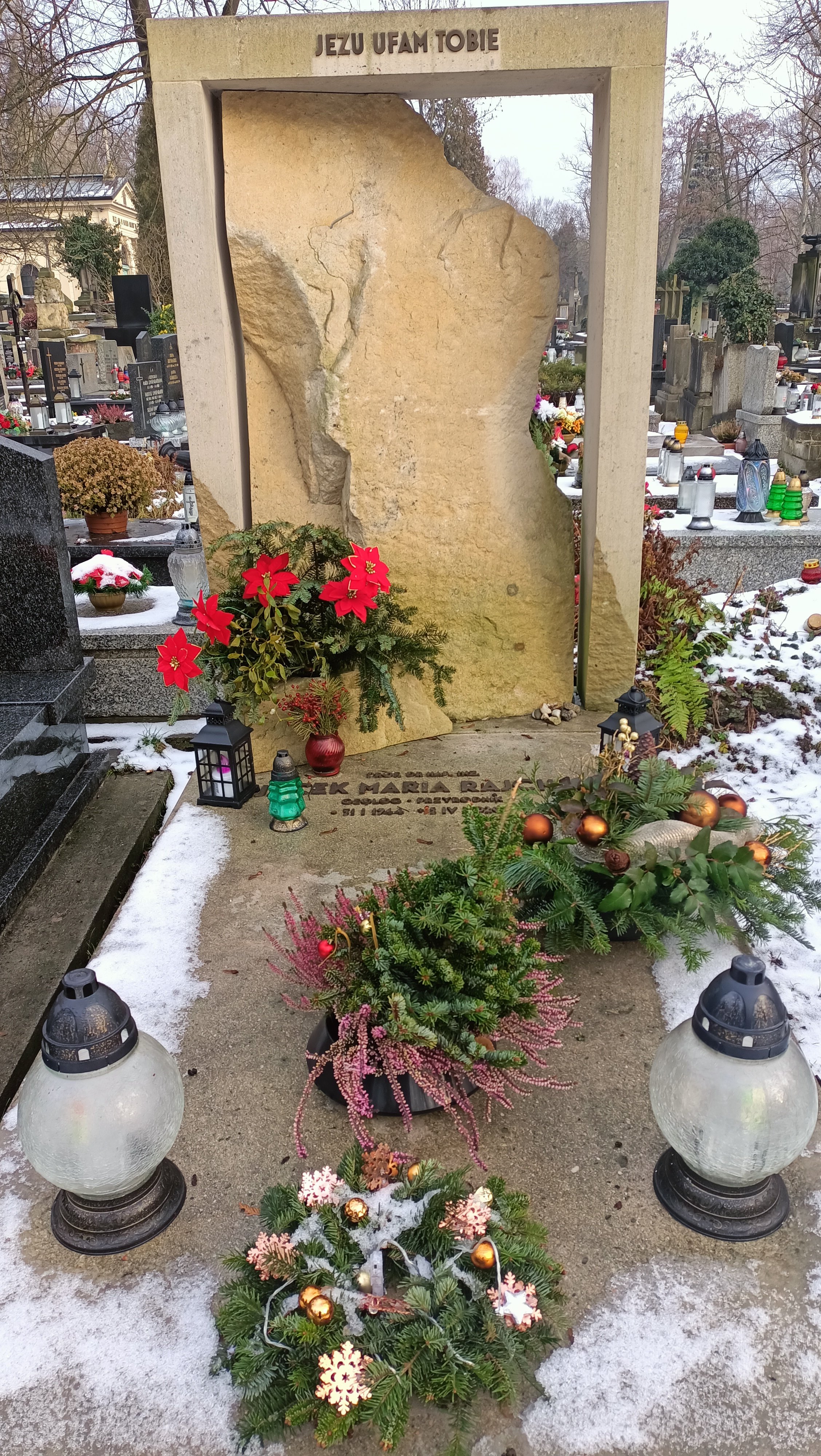
Grób Jacka Rajchela na Cmentarzu Rakowickim w Krakowie.

Jacek Rajchel (ur. 30 stycznia 1944 w Chełmie, zm. 5 kwietnia 2020 w Krakowie – polski geolog, specjalista w zakresie rozpoznawania budowy geologicznej, litologii i biostratygrafii Karpat oraz zastosowania surowców skalnych w architekturze.

## Życiorys
Ukończył I Liceum Ogólnokształcące im. B. Nowodworskiego w Krakowie. W latach 1962–1968 studiował na Wydziale Geologiczno-Poszukiwawczym AGH specjalność surowce skalne. Pracę doktorską Budowa geologiczna doliny Sanu w rejonie Dynów–Dubiecko wyróżnioną nagrodą rektora AGH, obronił w 1978. Habilitację na podstawie pracy Litostratygrafia osadów górnego palecenu i eocenu jednostki skolskiej obronił w roku 1991. Nominację profesorską odebrał 29 stycznia 2008. Pracował na Wydziale Geologii, Geofizyki i Ochrony Środowiska Akademii Górniczo-Hutniczej im. Stanisława Staszica w Krakowie.
Prowadził geologiczne prace stratygraficzne na Spitsbergenie. W latach 1998–2001 był członkiem Rady Redakcyjnej Przeglądu Geologicznego. Od roku 2004 pełnił funkcję sekretarza naukowego, a od 2006 — przewodniczącego Komisji Nauk Geologicznych Polskiej Akademii Nauk, Oddział w Krakowie. Za działalność dydaktyczną, prace organizacyjne w zakresie dydaktyki został odznaczony Medalem Komisji Edukacji Narodowej. Za prace badawcze i naukowe oraz popularyzację wiedzy z dziedziny geologii uzyskał kilkanaście nagród rektora AGH.
Wiele lat pełnił funkcję redaktora naczelnego czasopisma "Wszechświat".
Autor lub współautor ponad stu publikacji naukowych w czasopismach krajowych i zagranicznych oraz książki "Kamienny Kraków" wyd. 2005 opisującej zastosowanie surowców skalnych w tym mieście.
Twórca koncepcji Geo-gródka w Ogrodzie Doświadczeń im. Stanisława Lema.
Z zamiłowania ornitolog, kajakarz, narciarz, speleolog i taternik.
Znawca i miłośnik przyrody.
Pełne pasji podejście do przyrody i ludzi miało swoje odbicie w jego działalności dydaktycznej. Jego inspirujące i perfekcyjne wykłady cieszyły się ogromną popularnością.
Pochowany na cmentarzu Rakowickim (Kwatera: CA,  Rząd: płd.,  Miejsce: 6).